# 中居雄太
中居 雄太（なかい ゆうた）は、日本の映画プロデューサーである。

## フィルモグラフィー
- 『決算!忠臣蔵』（2019年） - プロデューサー
- 『一度死んでみた』（2020年） - 共同プロデューサー
- 『滝沢歌舞伎ZERO 2020 The Movie』（2020年） - プロデューサー
- 『大怪獣のあとしまつ』（2022年） - プロデューサー

| スタブアイコン | サブスタブ | この項目は、まだ閲覧者の調べものの参照としては役立たない、人物に関連した書きかけの項目です。この項目を加筆・訂正などしてくださる協力者を求めています（P:人物伝/PJ:人物伝）。 |